# لودفيج كلايزن
راينر لودفيج كلايزن (بالألمانية: Ludwig Rainer Claisen) هو كيميائي ألماني عاش في الفترة ما بين 14 كانون الثاني/يناير 1851 و 5 كانون الثاني/يناير 1930.
اشتهر راينر لودفيج كلايزن بأبحاثه العلمية عن تفاعل تكاثف الكربونيلات وعن التفاعلات السيغماتروبية. Sigmatropic reaction

## حياته
ولد في كولن، وكان ابناً لمحام، ودرس في جامعة بون سنة 1869.
بعد الخدمة العسكرية التحق في جامعة غوتنيغن لاستكمال أبحاثه.
توفي بالقرب من مدينة بون سنة 1930.

## اقرأ أيضاً
- تكاثف كلايزن
- إعادة ترتيب كلايزن

## للاستزادة
- Ludwig Anschütz: Claisen, Ludwig. In: Neue Deutsche Biographie (NDB). Band 3, Duncker & Humblot, Berlin 1957, ISBN 3-428-00184-2, S. 257 f. (بالألمانية)